# Allsvenskan (fotboll)
Allsvenskan, även känd som fotbollsallsvenskan, ursprungligen Svenska Serien  är den högsta divisionen i fotboll för klubblag i Sverige. Serien startades 1924. Sedan 1930 blir segraren svenska mästare i fotboll. Vinnaren av allsvenskan får lyfta Lennart Johanssons pokal. 
Sedan 2008 består serien av 16 lag och sedan 1993 spelas tävlingen som en rak serie med dubbelmöten där det högst placerade laget vid seriens slut blir svenska mästare. Vid seriens slut degraderas de två sist placerade lagen till superettan och det tredje sist placerade laget får spela ett kval mot det tredje bäst placerade laget i superettan, vinnaren i det dubbelmötet får plats i allsvenskan påföljande år. Tävlingen startar på våren och avslutas under hösten. 
Formatet för allsvenskan har skiftat genom åren, serien har spelats med 10, 12, 14 eller 16 deltagare och vinnaren har under vissa år korats genom olika former av slutspel. Fram till 1959 spelades allsvenskan med start på hösten för att sedan avslutas på våren. Allsvenskan har kallats olika saker i folkmun, bland annat "Storserien" eller "Stora svenska serien" , ibland även felaktigt herrallsvenskan.

## Historia

### 1890–1924: Vägen till Allsvenskan
Till skillnad från England så saknar Sverige en tradition av så kallad folkfotboll, det som är roten till alla moderna fotbollsvarianter. Det var först under 1870-talet som fotbollen började komma till landet via engelska migranter. Tidigt utvecklades Svensk Fotboll, en blandning mellan associationsfotboll och rugby som spelades fram till 1880-talet. Under 1800-talet bedrev Sverige mycket handel med Tyskland och därför var den i Tyskland så populära gymnastikrörelsen även stark i Sverige, här under namnet Linggymnastik. Denna gymnastikrörelse var central i att importera och praktisera tidiga varianter av fotboll. Först i Göteborg, Uppsala, Stockholm, Visby och Norrköping.
De första internationella matcherna i associationsfotboll på svensk mark spelades 1890, när danska lag besökte Halmstad och Malmö. Matcherna mellan Halmstads BK (ej att förväxla med dagens klubb) och danska Akademisk Boldklub från Köpenhamn samt mellan Malmö Velocipedklubb och Kjøbenhavns Boldklub blev det riktiga startskottet för fotboll i Sverige. I Göteborg lärde skotska textilarbetare på Svenska Gardinfabriken sina svenska kollegor att spela fotboll med associationsreglerna, vilket resulterade i att Örgryte IS år 1892 spelade mot Lyckans Soldater i vad som anses vara den första fotbollsmatchen i Sverige mellan två svenska lag med moderna regler. 1891 grundades Svenska Gymnastik- och Idrottsförbundet i Stockholm, Idag Svenska Gymnastikförbundet och 1895 grundades Svenska Idrottsförbundet i Göteborg, idag Svenska Friidrottsförbundet. 
Svenska Idrottsförbundet anordnade 1896 svenska mästerskapen i allmän idrott där fotboll var en av grenarna, detta blev den första förbundsorganiserade tävling som genomfördes i fotboll i Sverige. Första segraren blev Örgryte IS. Fotbollen var under de första åren starkt kopplad till gymnastiken men diskussioner uppstod tidigt om rena fotbollstävlingar och förbund. Flera förbund konkurrerade om inflytande, och utöver tidigare nämnda så fanns under olika perioder även Svenska Bollspelsförbundet, Sektionsstyrelse för fotboll och hockey, Svenska Fotbollförbundet, Svenska fotbollsunionen och Idrottsföreningen Kamraterna. Noterbar bland tävlingar är den prestigefyllda turneringen von Rosens pokal som även gav namn åt den trofé som vinnaren av Allsvenskan tilldelades fram till 2001. Flera av förbunden representerade i praktiken intressenter från olika delar av landet. Svenska Idrottsförbundet var starkt kopplat till Göteborg, Bollspelsförbundet och Gymnastik- och Idrottsförbundet var kopplade till Stockholm medan IFK-rörelsen var brett förankrad över landet i stort.

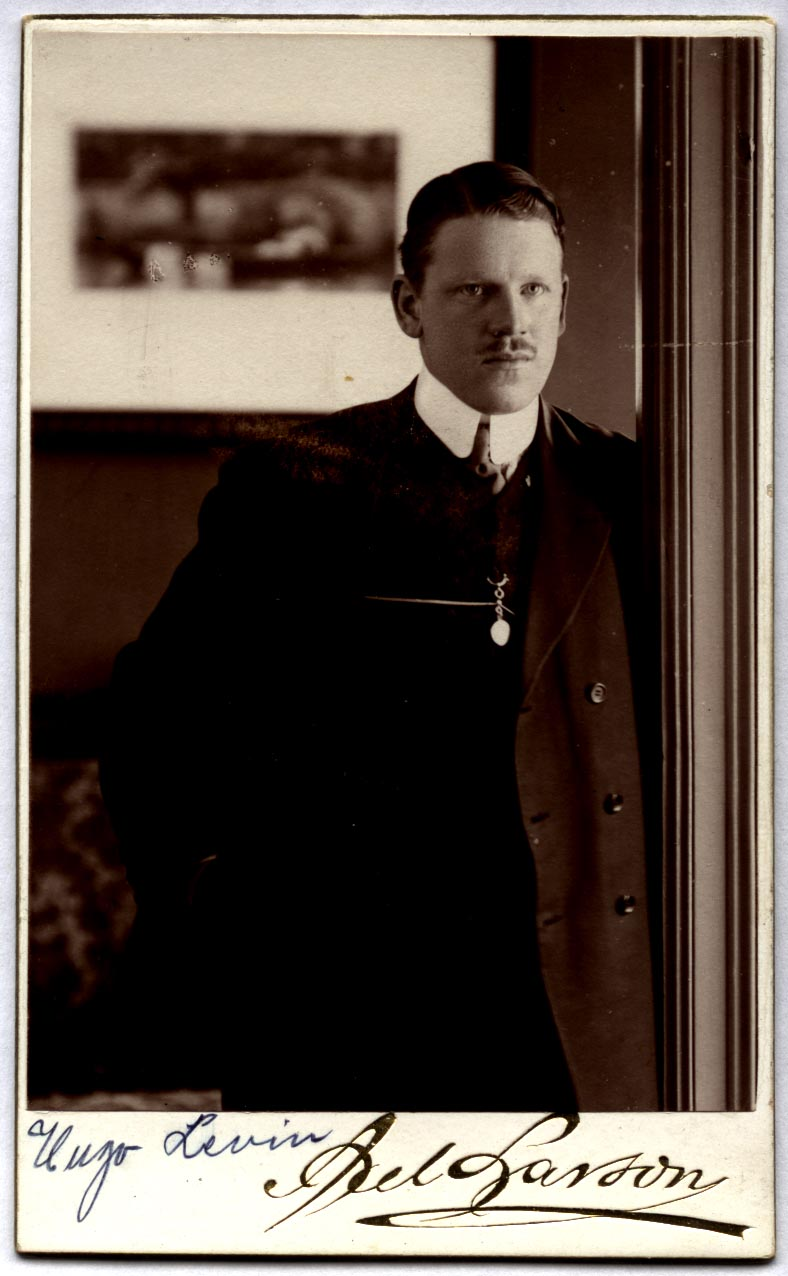
Hugo Levin

Tidigt uppstod tankar om att starta en serie, affärsmannen C.L. Kornerup var initiativtagare till den första ligan som startade den 4 juli 1902 och som slutade med seger för Djurgårdens IF efter sex matcher. Denna liga, som i praktiken var regionalt baserad i stockholmsområdet kompletterades 1904 med en serie i Göteborg. De två serierna fick namnen "Stockholmsserien" respektive "Göteborgsserien". En mer rikstäckande serie dröjde till 1910 när Svenska Serien drog igång efter initiativ från göteborgaren Hugo Levin, ordförande för Örgryte. Denna liga existerade dock utanför Svenska Fotbollförbundet och var i grunden ett privat initiativ tillsammans med föreningarna. Dagens allsvenska IFK Göteborg, IFK Norrköping och AIK fanns redan då med i serien.
1912 blev Svenska Fotbollförbundet ansvariga för ligan efter att nästan ett decennium av maktkamp mellan olika förbund.  Svenska mästerskapet i fotboll som spelades i cupformat fortsatte dock parallellt med den nya serien, vinnaren i den tävlingen korades fortsatt till Svensk Mästare. 1917 upplöstes svenska serien på grund av de höga resekostnaderna, den ersattes av en mindre serie kallad "fyrkantsserien" som bara överlevde två år. Svenska serien återupptogs 1920 med tio lag. 1922 och 1923 spelades återigen med en väst- och en östserie. Publikintresset ökade nu märkbart och fotbollsklubbarna fokuserade alltmer på serierna medan de officiella mästerskapen försummades mer och mer.
1923 bildades en arbetsgrupp inom AIK med syftet att bilda ett stabilt nationellt ligasystem. På det avgörande mötet den 13 januari 1924 i Svenska Fotbollförbundets kansli på Skeppsbron 16 röstade de inbjudna medlemmarna för skapandet av en allsvensk serie. Under Allsvenskan etablerades Division II som spelade i fyra avdelningar och där de två bästa lagen i slutet av säsongen flyttades upp till Allsvenskan medan de två sämste lagen i högsta serien flyttades ner.
Åsikterna går isär om just 1924 ska räknas som Allsvenskans startpunkt. Fotbollshistorikern Martin Alsiö argumenterar för att Svenska Serien bör räknas som startpunkt och att säsongen 1910 skall anses som Allsvenskans första säsong. Det som skedde 1924 var att man ombildade serien med tolv lag. Det var först 1934 som sportjournalisten Rudolf "R:et" Eklöw angav att serien börjat 1924 och under 30-talet började 1924 ses som ett startår.[källa behövs]
Den 3 augusti 1924 startade Allsvenskan med 12 lag, däribland IFK Norrköping, IFK Göteborg, AIK, Helsingborgs IF och Hammarby IF. Några var besvikna över faktumet att Djurgården inte fanns med, men detta var ändå förståeligt eftersom laget hade hamnat på sista platsen i östsvenskan året innan. Mindre förståeligt var att Fässbergs IF från Mölndal inte fanns med i Allsvenskan. Det lilla samhället, en viktig järnvägsknutpunkt som samlade 241 invånare, hade precis vunnit det officiella svenska mästerskapet och nått den högsta serien via kvalspel mot Varbergs GIF, men fick ändå inte delta. Den officiella förklaringen var att hemmaarenan inte uppfyllde kraven för allsvenskt spel. Men när man hade löst detta problem sades det plötsligt att laget saknade ekonomiska förutsättningar. Och när laget hade fått ihop den krävda summan på 8 000 kr, meddelades att den vakanta platsen hade gått till Landskrona BoIS. Att skånska Landskrona fick en plats istället för göteborgska Fässberg berodde på strategiska avvägningar: Fässberg hade varit det fjärde laget från Göteborgsregionen och genom att ta med Landskrona istället hoppades man kunna skapa ett bredare intresse för Allsvenskan. Dessutom var Landskrona en av publikmagneterna i svensk fotboll och hade precis invigt en ny idrottsplan. En vecka innan ligastarten meddelades Landskrona via telegram att de fick starta i Allsvenskan. En garantisumma på 8 000 kr, som den hade krävts av Fässberg, behövde BoIS inte visa upp. Medan premiärsäsongen blev början till nästan två decennier i finrummet för Skåneklubben, blev Fässberg av med alla viktiga spelare och försvann i de lägre divisionerna.

### 1924–1967: Amatörernas tid
Den 3 augusti 1924 spelades premiäromgången och allsvenskans debutsäsong 1924/1925 var därmed igång. Allsvenskans förste målskytt blev Evert Blomgren, spelande för IK Sleipner, som i den 16:e minuten borta mot IFK Eskilstuna gjorde mål. Matchen startade dock en halvtimma tidigare än beräknat och därför kallas ibland  Hammarby IF:s Rikard Larsson, som i den 11:e minuten gjorde mål borta mot Örgryte IS, för allsvenskans förste målskytt. Första allsvenska utvisningen stod AIK:s John Persson för, den 24 augusti 1924 borta mot IFK Göteborg.
När allsvenskans premiärsäsong var färdigspelad stod Gais som seriesegrare. IFK Göteborgs Filip Johansson blev med sina 39 mål skyttekung och innehar fortfarande rekordet över flest gjorda mål under en säsong. Serien spelades höst–vår och bestod av 12 lag som mötte varandra i dubbelmöten. Seger gav två poäng, oavgjort gav bägge lagen en poäng och förlust gav noll poäng. De två sämst placerade lagen flyttades ner till den underliggande division. Spelordningen förblev densamma under många år. Länge blev segrarna av allsvenskan endast "seriesegrare", men med start säsongen 1930/1931 blev vinnarna av allsvenskan även "Svenska mästare".

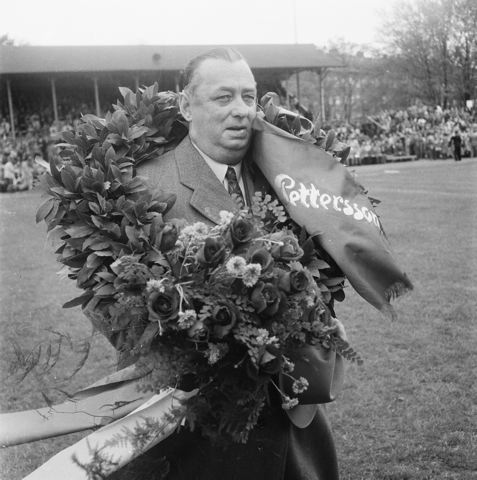
John "Bill" Pettersson (1949)

Efter Gais' inledande serieseger 1925 gick turen över till Helsingborgs IF (då: Hälsingborg) som upplevde en storhetstid som hade inletts av tränaren John "Bill" Pettersson. 1925 hade en ny offsideregel införts och "Bill" var genom Helsingborgssystemet snabbast på att anpassa spelet till den nya regeln. Den nya offsideregeln (som i grunden består än idag) bestod i att en spelare var offside när två spelare är mellan spelaren som tar emot passet och målet (tidigare var regeln att offside var när tre spelare var mellan passningsmottagaren och målet). I allsvenskans början dominerade uppställningen 2-3-5. Grunden i det nya Helsingborgssystemet var att man spelade ett mer defensivt system med fyra backar. Med detta system och spelare som målvakten Sigge Lindberg, backen Nils Axelsson och anfallaren Harry Lundahl satte HIF inte bara nya publikrekord (t.ex. drygt 22 000 i seriefinalen 1928 mot Örgryte) utan satte även sportsliga rekord: en tredjeplats 1927, en andraplats 1928 på grund av en något sämre målkvot än seriesegraren Örgryte IS samt seriesegern 1929 där man både satte rekord med 89 gjorde mål för hela säsongen samt rekord för flest mål i en enskild match när IFK Eskilstuna besegrades 13-1. Även 1930 blev det guld för Hälsingborg, likaså 1933 och 1934. Målsprutan Harry Lindahl (skyttekungen 1929 och 1930) fick till och med ett proffsanbud från Arsenal. Första laget att kalla sig för svenska mästare via spel i allsvenskan blev dock Gais som vann serien 1931. Gais blev även första lag efter spel i allsvenskan att erövra von Rosens pokal, det vandringspris som från 1904 tilldelades till de svenska mästarna.
Den stora konkurrenten för Hälsingborgs IF skulle snart bli ett annat lag från Skåne: Malmö FF, från början en grupp ungdomar som bröt sig ur IFK Malmö, hade grundats 1910, men tog klivet upp i allsvenskan först 1931. Men 1934 kastades MFF ut ur högsta serien när stadsrivalerna IFK hade anklagat MFF för att bryta mot amatörbestämmelserna. Att vara proffs var förbjudet och när det kunde visas att Malmös blivande ordförande Eric Persson hade betalat spelarna 15 kronor för en seger och 7:50 kronor för ett kryss var Malmös dagar i allsvenskan räknade. Samma öde hade drabbat Redbergslids IK 1931 och AIK-spelarna Per Kaufeldt och Ernst Wahlberg hade blivit avstängda i flera månader när de hade tagit emot 50 kronor för en vunnen match i slutet av 1920-talet. Amatörbestämmelserna mjukades upp något allt eftersom men bestod i sin helhet ända fram till 1967. De avskaffades till slut då det var alldeles uppenbart att spelarna regelbundet tog emot pengar för sitt spel, trots att det inte var tillåtet. För Malmö FF innebar nedflyttningen 1934 bara en tillfällig nedgång och 1936 var man tillbaka igen och vann allsvenskan 1944. Malmö blev stilbildande med sitt MFF-system, en fotbollstaktik där man anföll i två vågor och där den andra vågen stod för målgörandet. Det innebar att spelarna rörde sig allt mer över hela fotbollsplanen, till skillnad från tidigare spelsystem där spelarna höll sig mycket inom respektive lagdel. Malmö blev även första laget som använde tröjnumrering, i en bortamatch mot Elfsborg den 16 april 1939.

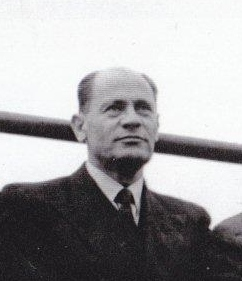
Lajos Czeisler

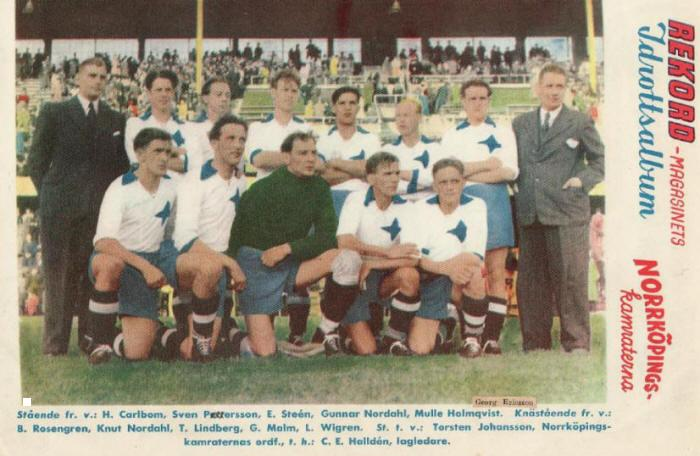
IFK Norrköping (1944)

Det dominerande laget på 1940-talet skulle dock bli IFK Norrköping. Efter uppflyttningen till högsta serien 1940 vann de allsvenskan 1943, 1945, 1946, 1947 och 1948 samt svenska cupen 1943 och 1945. En viktig kraft bakom denna framgång var den ungerske tränaren Lajos Czeisler som förespråkade en fotbollsfilosofi som byggde på individuell skicklighet och avancerad teknik med olika spelartyper som kompletterade varandra. En annan viktig kraft var IFK:s ordförande Carl-Elis "Nalle" Halldén som hjälpte klubben under beredskapsåren genom att förhandla med den svenska armén och på så vis säkerställa att Norrköping dels kunde hålla ihop laget och dels att spelarna inte behövde tjänstgöra i lika stor utsträckning som det var tänkt från början. En annan viktig förtjänst var att Halldén hade en bra känsla för att värva rätt spelare. I 1940-talets guldlag blev både Gunnar Nordahl, Georg "Åby" Ericsson och Nils Liedholm de stora profilerna som ledde sina lag till framgång. De lag som vann SM-guld 1952, 1956 och 1957 var ett resultat av Halldéns värvningar norrifrån. Bland andra kom Gösta Nordahl från Hörnefors, Herbet Sandin från Härnösand, Olle Håkansson från Östersund och Lennart Backman från Skellefteå. Därtill anslöt Henry "Putte" Källgren som skulle bli IFK Norrköpings främsta målskytt genom tiderna med 326 mål. På grund av sin massiva värvningsstrategi fick klubben snart beteckningen "AB Norrköp".
Samtidigt var en flytt söderut för spelare från Norrland under lång tid den enda möjligheten att spela i allsvenskan. Först fr.o.m. säsongen 1953/1954 fick lag norr om Gästrikland spela högre än i division 3. Detta påverkade även den allsvenska nedflyttningsstriden. Säsongerna 1953/1954 och 1954/1955 flyttades tre lag ner. Efter en framgångsrik säsong 1955/1956 spelade Lycksele IF som första norrländska lag någonsin i allsvenskt sammanhang. Detta gjorde man i kvalet, där man dock förlorade mot Gais. Första norrländska lag som kvalificerade sig för spel i allsvenskan var GIF Sundsvall, som första gången spelade allsvensk fotboll 1965. Dessförinnan hade dock både Gefle IF (första gången 1933/1934) och två lag från Sandviken (Sandvikens IF, första gången 1929/1930, samt Sandvikens AIK 1954/1955) spelat allsvenskt.

### 1968–1981: Proffsens intåg

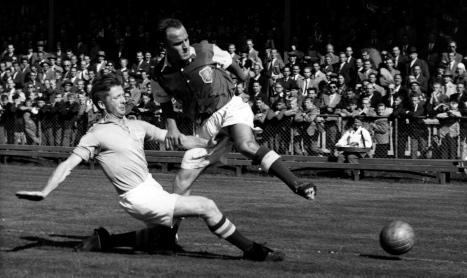
Sune Sandbring i kamp med Sanny Jacobsson från Gais i allsvenskan 1953.

Säsongsuppläggningen ändrades från höst-vår till vår-höst till säsongen 1957/1958. Den säsongen kallades Maratonallsvenskan och spelades från augusti 1957 till oktober 1958. Lagen mötte varandra tre gånger istället för två som var det normala. Nästkommande säsong var återigen en normallång säsong, spelad med ordinarie dubbelmöten men nu med spelschemat vår-höst istället för höst-vår. Fotbollsintresset var stort eftersom VM 1958 hade spelats i landet. Allsvenska matcher började nu även att TV-sändas. Under säsongen 1959 spelades matchen IFK Göteborg-Örgryte IS inför  52 194 åskådare vilket är allsvenskt rekord. Dessutom spelade Djurgårdens IF mot IFK Göteborg inför 50 750 åskådare, vilket är den näst högsta publiksiffran i allsvenskans historia.
Säsongen 1961 blev IF Elfsborg förste nykomlingen att vinna allsvenskan efter att säsongen 1960 ha vunnit Division II västra Götaland och sedan ha klarat av kvalet till allsvenskan. Säsongen 1965 bröts för första gången en match i allsvenskan. Domare Hans Carlsson beslöt den 5 september 1965 att bryta matchen mellan Örebro SK och IFK Norrköping efter 44 minuters spel då det regnade för mycket. Säsongen 1966 var den första säsongen i allsvenskan som man fick genomföra ett spelarbyte under matchens gång.

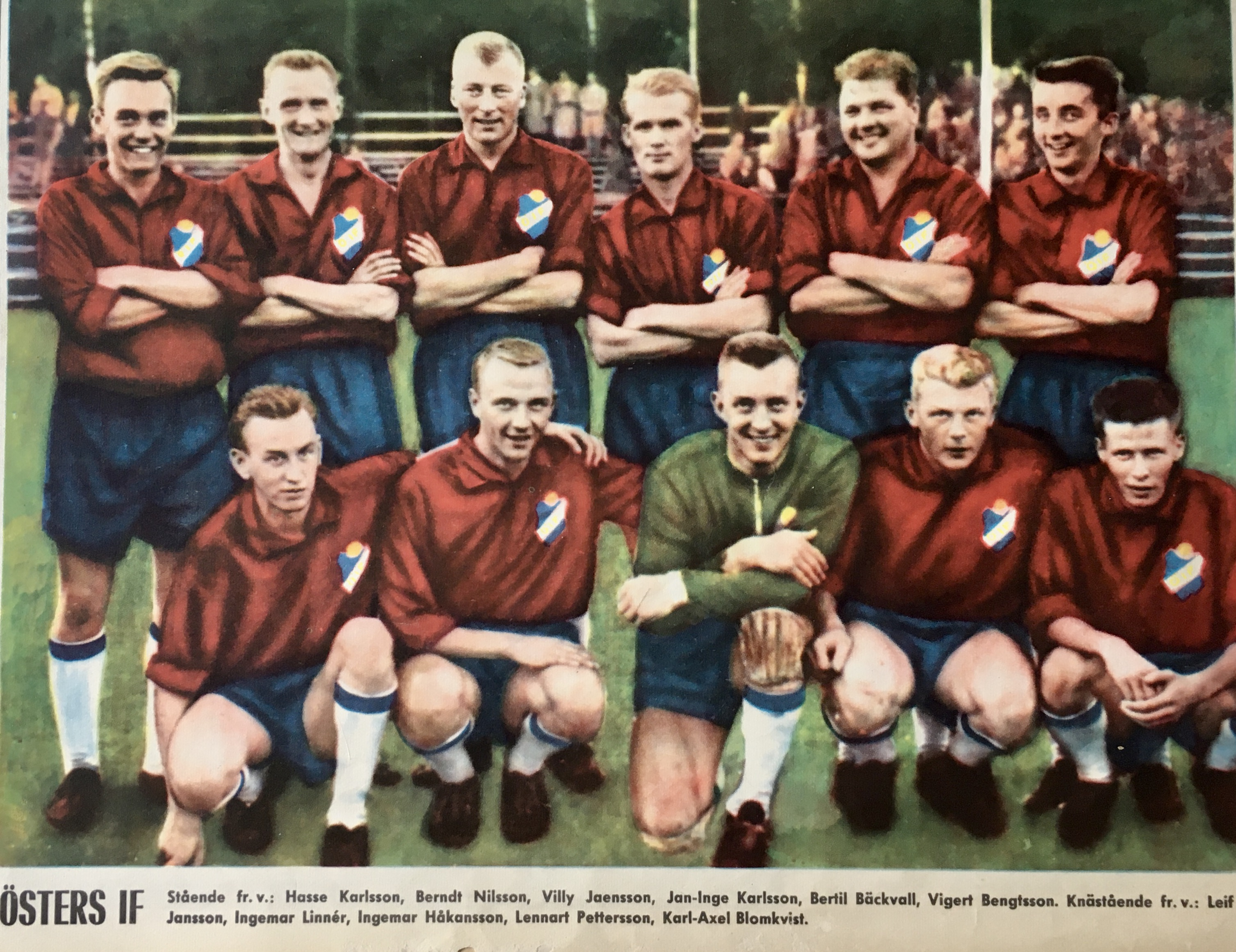
Östers IF (1960)

I slutet av 1960-talet hamnade fotbollens centrum i Växjö när Östers IF, precis uppflyttade till Allsvenskan, vann sitt första SM-guld 1968, vilket var något oväntat. Mellan 1879 och 1940 hade Småland tappat drygt tio procent av sin befolkning på grund av utvandringen och utflyttningen till andra delar av Sverige. Först på 1960-talet hade befolkningen ökat från 25 000 till 40 000. Dessutom var staden svagt industrialiserad vilket resulterade i att Växjö inte var någon utpräglad arbetarstad utan var borgerlig respektive konservativ. Växjö var heller inte landskapets huvudstad då Småland är indelad i tre olika län (Jönköping, Kronoberg, Kalmar). Östers IF var heller inte först i staden utan grundades 1930, sex år efter medelklassklubben Växjö BK. En rejäl skjuts framåt fick laget av Trävaruhandlaren och socialdemokraten Stig Svensson samt Ica-handlaren och folkpartisten Rune Rydén. Svensson byggde upp klubbens ekonomi genom att arrangera träningsmatcher mot världskända lag som Flamengo från Brasilien och kunde knyta kontakter till både kommunpolitiker och företagarna från Växjö. Där hjälpte även Rydén då ICA blev ett viktigt ekonomiskt stöd för Öster under de följande åren. Kommunen hjälpte till med att bygga den toppmoderna arenan Nya Värendsvallen som bjöd på dåtida nymodigheter som värmeslingor och som invigdes 1966. När Öster nådde Allsvenskan 1968 påskyndade detta byggandet av läktaren som färdigställdes samma år. Publikintresset nådde oanade höjder både eftersom Öster som nykomling vann SM-guldet, men även på grund av att Öster var först med att dra igång en hejaklackskultur där hejaklacksledaren Bernt "Ambulans-Jonas" Jonasson spelade en central roll. Publiksnittet på över 15 000 gav nettointäkter på cirka 600 000 kronor. Därtill kom det täta samarbetet med lokala företagare som möjliggjorde att värva hem Harry Bild från Feyenoord för rekordsumman på 142 000 kronor. När amatörreglerna skrotades 1967 var Öster först med att betala sina spelare så att de kunde ägna sig helt åt fotboll på eftermiddagarna, dvs. man använde sig av deltidsproffs. Men trots flera SM-guld framöver (1978, 1980, 1981) sjönk publikintresset och även de kommunala satsningarna stannade av under 1980-talet. Därtill fick Öster även problem på ett mer personligt plan. Patriarken Stig Svensson uppfattades inte längre som tidsenlig och speciellt den nya stjärnan Thomas Ravelli ansågs vara arrogant.

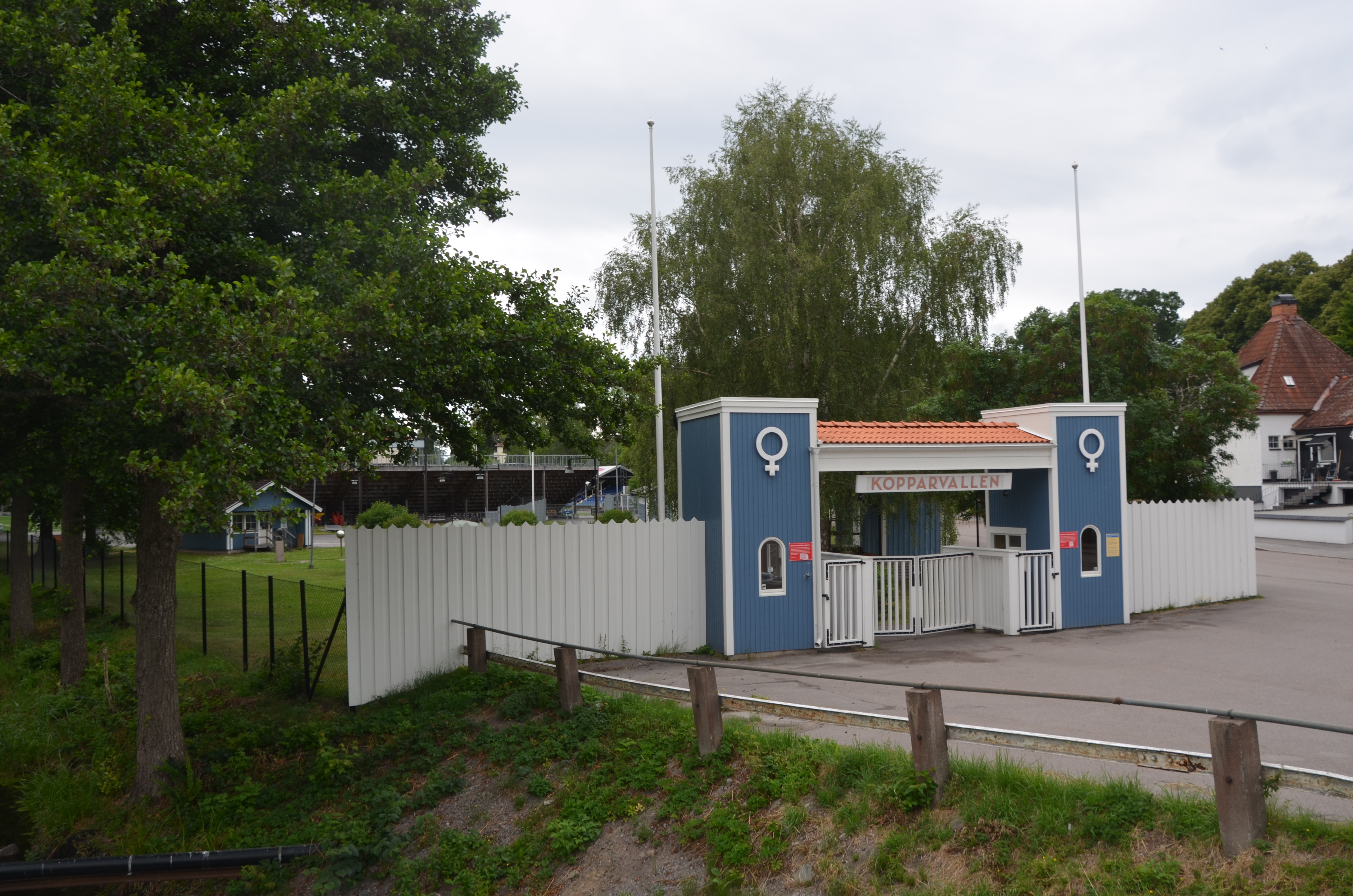
Kopparvallen (2023)

Att amatörbestämmelserna hade skrotats 1967 (se ovan) plockades även upp av andra klubbar som exempelvis Åtvidabergs FF som gick i täten för denna nya tid. Den nära kopplingen med det lokala företaget Facit gav klubben möjligheten att värva flera spelare i landslagsklass. Den drivande kraften bakom projektet var Elof Ericsson och sonen Gunnar Ericsson. Med Facits hjälp vann ÅFF två SM-guld, två cupsegrar, slog Chelsea i Cupvinnarcupen, åkte ut på straffar mot Bayern München och nådde kvartsfinalen i Europacupen där laget förlorade mot Barcelona. Facits kontakter med Brasilien gjorde att till och med det brasilianska landslaget kom till Kopparvallen för att spela en träningsmatch mot Åtvidaberg.
Den stora konkurrenten till Östers IF på 1970-talet skulle dock bli Malmö FF som vann Allsvenskan 1970, 1971, 1974, 1975, 1977 och nådde Europacupfinalen 1979 mot Nottingham Forest. Framgångarna i början av 70-talet hade uppnåtts främst med egna talanger. Stödet från företagen var obefintligt och det var Eric Persson som styrde klubben som en patriark. Däremot hade laget en stark folklig förankring och hade goda kontakter med den lokala pressen. Problemet var att Malmö drogs med stora underskott, vilket också berodde på det minskade publikstödet som gick från drygt 16 000 (1970) till cirka 11 000 (1972) och som skulle ligga kvar på dessa låga nivåer under hela 70-talet. En annan orsak till underskotten var att den kommersiella sidan var underutvecklad, det mer regel än undantag att supportrarna tillverkade sina klubbsouvenirer på egen hand. MFF:s inriktning ändrades dock när Eric Persson avgick och ersattes av folkpartisten och bankmannen Hans Cavalli-Björkman som hade goda kontakter med det lokala näringslivet. En av hans första åtgärder blev att införa reklam på matchtröjan, något som MFF dittills hade vägrat göra, trots att detta hade varit tillåtit sedan 1972. Målet sattes upp att bli Sveriges första proffsklubb och på PR-sidan gjordes en film ("En storklubb i vardag") och det gavs ut en historia om Malmö FF ("Borta bra, Himma bäst"). Med denna kommersialisering rörde sig klubben bort från sina arbetarrötter i en mer borgerlig riktning. Även på supportersidan skedde förändringar: i början på 70-talet hade publiken varit så tyst att speakern uppmanade åskådarna till mer aktivitet på läktarna. Detta ändrades 1974 när både en supporterklubb och en hejaklack bildades, inspirerat av Tipsextrasändningarna - en utveckling som Eric Persson hade ogillat, men som uppmuntrades av den nya klubbledningen. Likaså utvecklades under Cavalli-Björkman en tydlig skånsk identitet som positionerade MFF mot resten av landet. När engelsmannen Bob Houghton kom till Malmö 1974 började han inte jobba med lagandan, den fanns redan där i och med den skånska identiteten som spelarna hade internaliserat. Hans förtjänst, att skapa en spelstil som byggde på stark laginsats, kritiserades hårt och kallades av vissa "rena sömnpillren", men skördade stora framgångar (se ovan). Trots dessa framgångar föll publiksnittet alltmer och nådde drygt 8 000 i slutet av 1970-talet. Malmö FF:s framgångar gjorde att åtta spelare från Malmö tillhörde svenska landslaget i VM 1978.
Säsongen 1972 nedflyttades endast ett lag från allsvenskan, detta för att serien skulle utökas till 14 lag säsongen 1973. Säsongen 1974 blev engelsmannen Ronnie Powell förste utlänning i allsvenskan. Powell hade på grund av jobb och kärlek hamnat i Husum utanför Örnsköldsvik och börjat spela i division 3 där han gjorde många mål. Snart hörde Brynäs IF (då i division 2) av sig och värvade honom, vann division 2 hösten 1973 och gick upp i Allsvenskan. Dock fanns det på den tiden ett förbud mot utlänningar i Allsvenskan eftersom man var orolig att utländska spelare i Allsvenskan skulle försämra landslagets kvalitet. Efter påtryckningar ändrade svensk fotboll reglerna hösten 1973 och tillät utlänningar i högsta ligan vilket medförde att Powell fick spela säsongen 1974 för Brynäs och gjorde fyra mål på 19 matcher. Antalet lag ändrades tillbaka till 12 säsongen 1982 och därför blev de två sista lagen i säsongen 1981 nedflyttade medan de två närmast högre placerade fick kvala mot de två division 2-segrarna.

### 1982–1996: Göteborgsk dominans

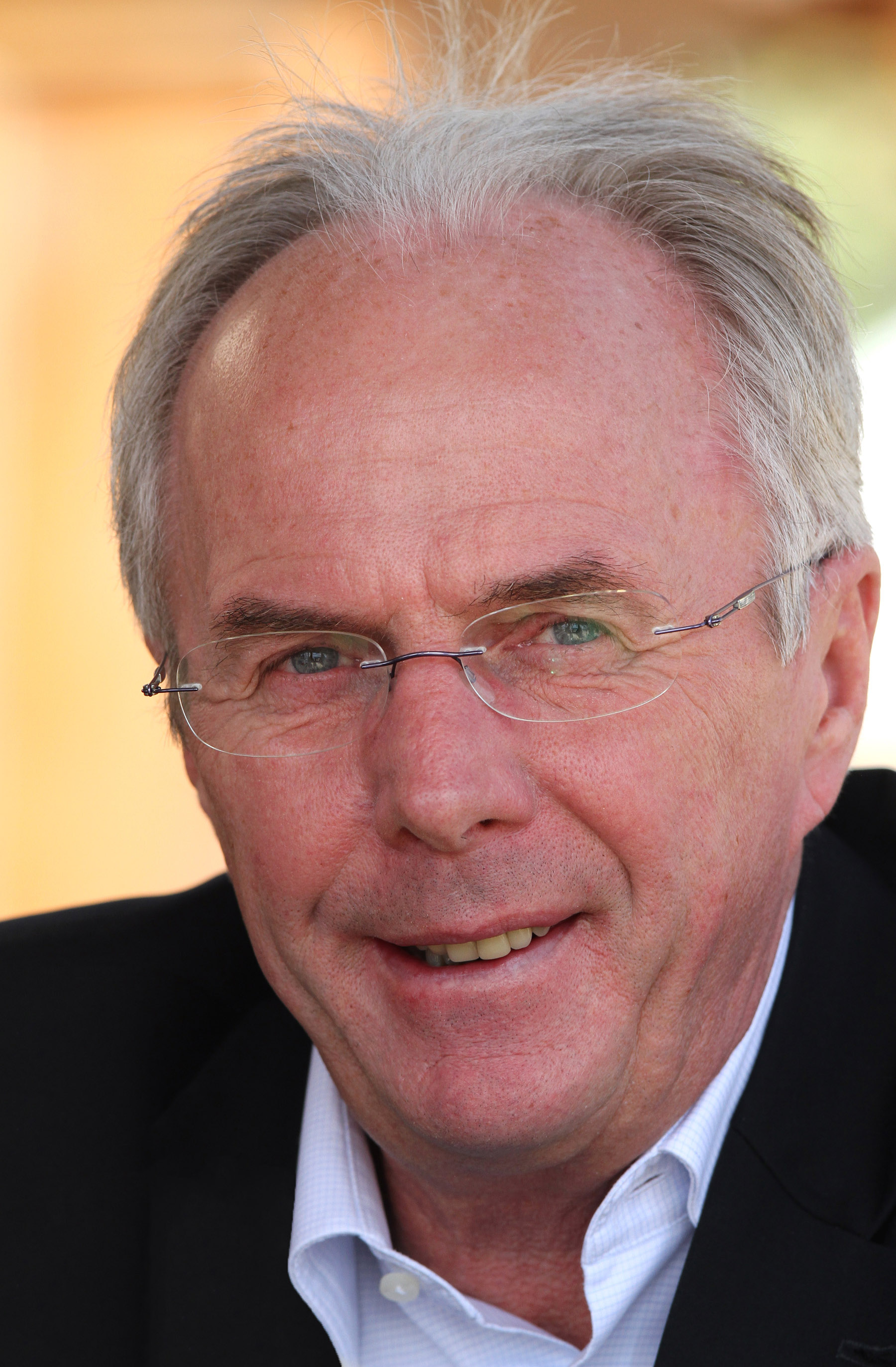
Sven-Göran Eriksson (2012)

I början av 1980-talet befann sig Allsvenskan i en djup publikkris, när snittet för hela ligan hade gått ner till drygt 5 000 åskådare per match. Det fanns ett allmänt ointresse för Allsvenskan som bland annat hade sina orsaker i att svensk fotboll drabbades av huliganism och våldsamheter under matcherna. För att öka publikintresset ändrades tävlingsupplägget för Allsvenskan. Med start säsongen 1982 spelades ett slutspel efter en avslutad allsvensk säsong där de svenska mästarna korades, vinnarna i allsvenskan blev helt enkelt endast "seriesegrare" med chans att även bli Svenska mästare. Lagen som placerade sig på platserna 1–8 i allsvenskan kvalificerade sig för detta slutspel. Från och med säsongen 1985 gick endast de fyra bästa lagen till slutspel. Dessa förändringar fick dock inte önskad effekt.

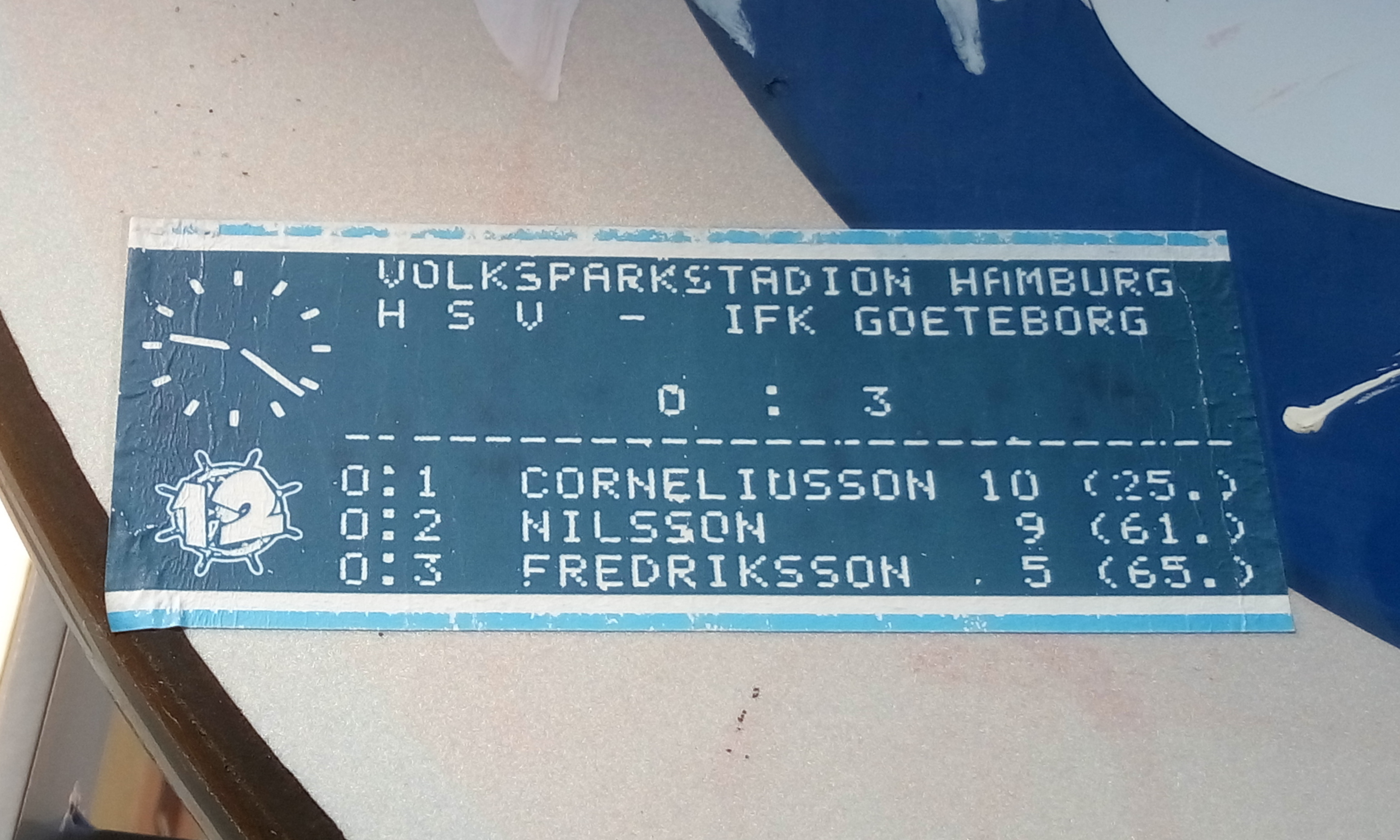
Klistermärke på IFK Göteborgs seger i Uefacupfinalen 1982

Sportsligt skulle 1980-talet tillhöra IFK Göteborg. Hade laget i början av 1970-talet befunnit sig i division II och haft stora underskott blev laget genom medvetna satsningar "folkets lag". IFK:s supporterklubb Änglarna startades om, gick från 50 till 2300 medlemmar och blev därmed större än Makrillarna (Gais' supporterklubb). Så småningom blev supporterklubbens medlemstidning Änglabladet IFK:s officiella organ. Även fotbollsspelarnas delvis starka koppling till den politiska vänstern, som exempel kan nämnas VPK-sympatisören Ruben Svensson, gav laget en folklig prägel i den klassiska arbetarstaden Göteborg under en tid när starka vänstervindar svepte genom både Göteborg och Sverige. När Anders Bernmar anslöt till IFK-styrelsen 1974 använde han sitt nätverk för att övertyga både banker och kommunen att låna klubben de pengar som behövdes för elitsatsningen. Privata företag som ICA och Volvo ingick ett långvarigt samarbete med IFK. Även Göteborgs-Posten, egentligen mer känd för att stå nära Örgryte IS, och Expressens samt Aftonbladets göteborgska lokalbilagor bidrog till att skapa en känsla kring IFK som "folkets lag". En förklaring till massmedias vänliga hållning gentemot IFK kan ligga i att klubben medvetet satsade på god service för pressen. Publiksnittet ökade från 3 000 till 15 000 under bara ett år och vid den allsvenska återkomsten 1977 hade snittet ökat till nästan 24 000. Med dessa förutsättningar kunde även nya spelare värvas. I slutet av 1970-talet gjorde tio spelare till halvtidsproffs och Torbjörn Nilsson fick ett heltidskontrakt på 400 000 kronor. Men spelarna lockades inte med höga löner i första hand (nettolönen för en spelare var i genomsnitt 6 000 kronor i månaden) utan genom att erbjuda jobb och bostad, något som även kom spelarfruarna till del. Med dessa förutsättningar samt värvningen av Sven-Göran Eriksson och hans "systemfotboll" (en fotbollstaktik som fokuserar på att ge laget stabilitet i defensiven) lyckades IFK inte bara att vinna Allsvenskan 1982, 1983 och 1984 utan vann även Uefacupen 1982 och 1987. Med klubbens framgångar ökade också kommersialiseringen, 1987 hade IFK Göteborg intäkter på 41 miljoner kronor.
Säsongen 1990 beslutades att en vunnen match skulle ge tre poäng då man ville främja offensiv fotboll. Det bestämdes även att det med start säsongen 1991 endast skulle spela tio lag i Allsvenskan, varav de sex bästa lagen gick vidare till den så kallade Mästerskapsserien där de svenska mästarna korades. De fyra sämsta lagen gick istället till Kvalsvenskan tillsammans med de fyra seriesegrarna från division 1 för att avgöra vilka som skulle spela i allsvenskan säsongen därpå. Säsongen 1993 ändrades Allsvenskan till en rak serie med 14 lag där vinnarna även blev Svenska mästare. Fram till 1999 blev de två sista lagen nedflyttade till division 1 medan de två närmast högre placerade fick kvala. Antalet lag behölls fram till och med säsongen 2007 då man utökade till 16 lag säsongen 2008.
Sportsligt dominerades 90-talets början av IFK Göteborg som vann SM-guldet 1990, 1991, 1993, 1994, 1995 och 1996 och skördade framgångar i Champions League. Dåtida mittfältaren Stefan Lindqvist pekar ut spelarmaterialet som en framgångsfaktor men säger också att tränaren Roger Gustafsson var viktig som beskrivs av Lindqvist som väldigt noggrann och trygghetsskapande.

### 1997–2012: Bosmandom och kommersialisering

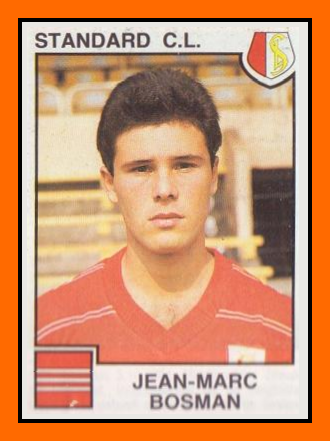
Jean-Marc Bosman (1988)

Den 15 december 1995 skakades fotbollsvärlden av den s.k. Bosmandomen. Belgaren Jean-Marc Bosman hade spelat för RFC Liège men när kontraktet gick ut erbjöd Liège en fjärdedel av lönen han hade fått dittills. Bosman ville därför gå till Dunkerque som erbjöd honom en högre lön. Men trots att Bosmans kontrakt hade gått ut fick han inte byta klubb eftersom Liège krävde en transfersumma som låg långt över Bosmans värde på marknaden. Bosman tog kontakt med en advokat och fallet gick till EG-domstolen som tilldömde Bosman rätten att byta klubb när kontraktet hade gått ut. Därmed kunde en spelare nu lämna klubben när kontraktet gick ut, utan att klubben fick en övergångssumma. Som ett resultat kunde klubbarna inte längre vara säkra på att tjäna pengar via spelarförsäljningar och klubbdirektörer som Frölundas Bertil Kristiansson uppmanade att svartlista spelare som stack utomlands. För spelarna däremot öppnades helt plötsligt oanade möjligheter att tjäna pengar. Christer Fursth lämnade Helsingborg för Köln i januari 1997 och fick ett kontrakt där han tjänade 10–15 gånger mer än i Helsingborg där han spelade som semiproffs och hade ett jobb vid sidan om.
För IFK Göteborg betydde Bosmandomen en långsam och stadig nedgång eftersom klubbens strategi, att köpa spelare billigt och sälja dem dyrt, inte längre kunde tillämpas när spelare nu fick lämna gratis när kontraktet hade gått ut. Helsingborgs IF däremot hade skaffat sig goda möjligheter att ta över tronen i svensk fotboll eftersom klubben hade lyckats att öka sin omsättning från cirka 20 miljoner till 60 miljoner per år. 1998 blev HIF helprofessionell. Att Helsingborg vann SM-guld 1999 innebar att det fanns goda möjligheter till en Europasatsning och föreningens viktigaste sponsorer tryckte på för det eftersom de såg chansen att etablera sina varumärken ute i Europa. Klubben värvade dyra spelare och nådde Champions League år 2000 genom att helt otippat slå ut Inter i kvalet. Men trots att Champions League-spelet möjliggjorde en årsomsättning på 110 miljoner kronor var klubben snart nära konkurs. Kontrakten som hade skrivits med spelare som Alvaro Santos och Hans Eklund kostade flera miljoner per säsong och Helsingborg hade räknat med intäkter från spelarförsäljningar som dock inte blev av eftersom efterfrågan på spelare sjönk drastiskt runt år 2000. Men klubben hade en avgörande betydelse för att sätta staden Helsingborg på kartan och därför mobiliserades en stor hjälpinsats från kommunens sida för att undvika konkursen som var nära på grund av en skuldbörda som hade närmat sig 60 miljoner. Den efterföljande rekonstruktionen, där kommunen gick in med tiotals miljoner kronor, utlöste en kontroversiell debatt när andra kommunala verksamheter som skolan fick spara 40 miljoner samtidigt som HIF fick ett omfattande stöd av kommunen.

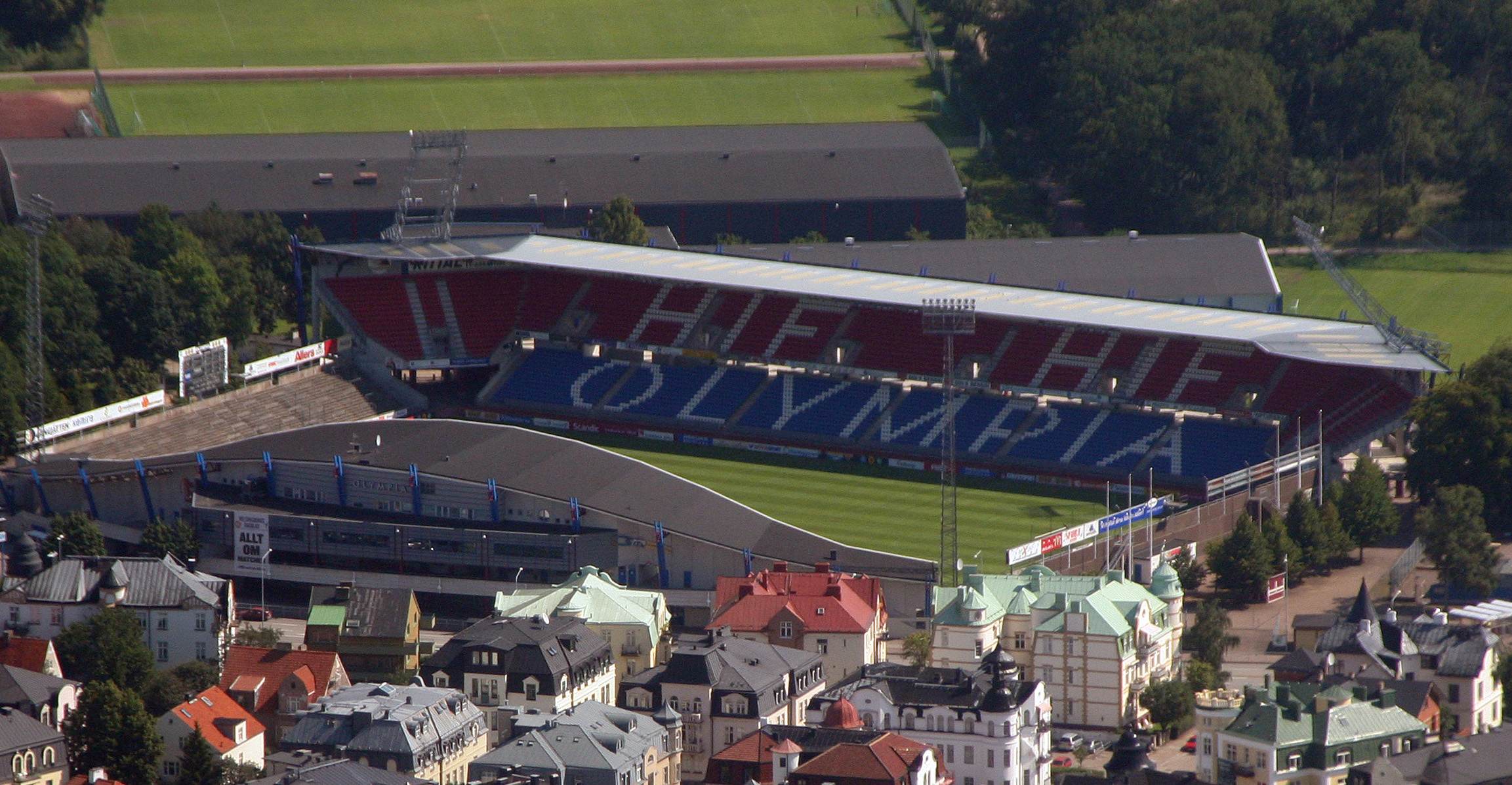
Olympia i Helsingborg (2020)

En viktig fråga på 1990-talet var om bolagiseringen av idrottsklubbar skulle tillåtas. Efter finanskrisen blev avregleringar och privatiseringar slagord som svepte genom Sverige och dessa tankar påverkade även idrottsrörelsen där många klubbar hoppades på större intäkter från privata sponsorer. Därför ville man underlätta att locka till sig privata pengar genom att tillåta bolagisering av idrottsklubbar. Hockeyförbundet och Djurgården hockey gick i bräschen för detta men mötte snart motstånd från Riksidrottsförbundet (RF) och Svenska Fotbollförbundet med Lars-Åke Lagrell i spetsen som var emot denna utveckling. 1999 skapades en kompromiss där medlemmarna i klubben behöll majoriteten men där bolagisering tilläts. Denna kompromiss fick beteckningen 51-procentsregeln.

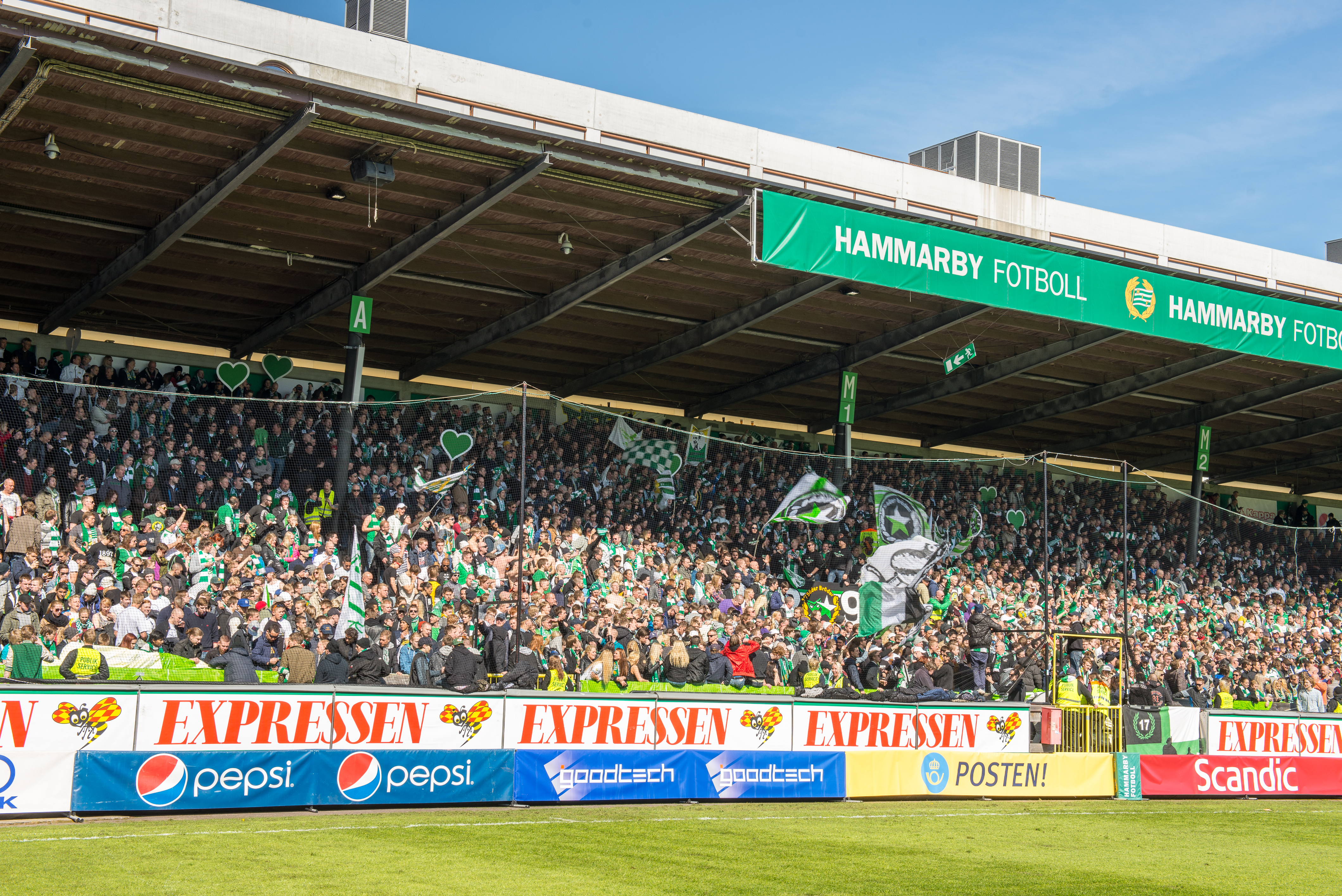
Huvudläktaren på Söderstadion (2013)

I november 2000 skakades Allsvenskan av en skandal när journalisterna Fredrik Nejman och Mikael Bergling i Aftonbladet avslöjade att Clarence von Rosen hade varit aktiv nationalsocialist och inte bara hade stött nazism i Sverige utan även deltagit på ett möte hösten 1940 där man ville ena svenska nazister och fascister. Att von Rosens pokal var uppkallad efter en nazist ledde till att SvFF knappt två månader efter avslöjandet avskaffade pokalen och instiftade ett nytt pris för den allsvenska vinnaren med titeln "Lennart Johanssons Pokal". Hammarby IF blev första laget att lyfta den nya pokalen 2001. Hammarby var vid denna tidpunkt en klubb i kris med skulder på över 20 miljoner kronor, men hade värvat tränaren Sören Cratz som genom en tydlig spelidé där kollektivet och försvaret sattes i första hand lyckades att forma en trupp där anfallarna Andreas Hermansson och Peter Markstedt öste in mål. Enligt Cratz skedde säsongsförberedelsen under dåliga förutsättningar, men att laget fick en bra start på säsongen vilket enligt honom lade grunden för succén som slutade med klubbens första SM-guld någonsin. Men trots denna bragd fick Cratz gå efter säsongen, ett beslut som hade meddelats mitt under pågående guldstriden. Skälet var att laget inte spelade "rolig fotboll" enligt styrelsen.
Hammarbys återkomst till toppen blev samtidigt också en drivande kraft för den allsvenska publiksuccén. I början av 90-talet hade den högsta serien dragits med svaga publiksiffror på drygt 4 000 åskådare i snitt. Men en gynnsam utveckling för landslaget, Sverige var värdland för EM 1992 och nådde semifinal samt bronset i VM 1994, och ett nytt avtal mellan Svenska fotbollförbundet och SVT som lanserade "Fotbollskväll" på måndagar med sammandrag från kvällens matcher blev två viktiga faktorer som ökade publikintresset för högsta ligan. När franska Canal Plus köpte rättigheterna 1997 blev detta startskotten för allt fler direktsända matcher. Eftersom de nya teveavtalen innebar att helgens matcher fördelades på fler dagar (främst söndagar och måndagar) fick kvällstidningarna mer tid att rapportera om matcherna som spelades på respektive dag och började utöka sportsidorna vilket kulminerade i särskilda sportbilagor där Aftonbladet gick i täten med sin satsning "Sportbladet". På 2000-talet hade publiksiffrorna stabiliserat sig på en mycket högre nivå än förut. TV-sändningarna fick Kristallen 2023 som "årets sportproduktion".

### Sedan 2013: Allsvensk återhämtning och publiksuccé
2010-talet tillhörde i mångt och mycket Malmö FF som vann fyra SM-guld mellan 2013 och 2017. Med de efterföljande deltagandena i både Champions League och Europa League hade laget från Skåne skaffat sig också en ekonomisk särställning i svensk fotboll. Men även andra lag från Allsvenskan har lyckats bättre i Europa de senaste åren. 2012/2013 nådde både Helsingborg och AIK gruppfasen i Europa League och samma sak lyckades Elfsborg med säsongen därpå. Säsongen 2017/18 slutade Östersunds FK tvåa i sin grupp i Europa League efter segrar mot Athletic Bilbao och Hertha Berlin och nådde sextondelsfinalen mot Arsenal. Samtidigt har publikssiffrorna ökat stadigt under hela 2010-talet och en bra bit in på 2020-talet. 2023 besökte mer än 2,4 miljoner personer matcherna i allsvenskan och 2023 var även första säsongen sedan utökningen till 16 lag när snittet passerade 10 000 åskådare per match.

### Resultat de senaste åren
| Säsong | Mästare        | Nedflyttade                                  | Nya lag för säsongen                          | Antal matcher | Bästa målgörare                                                       |
| ------ | -------------- | -------------------------------------------- | --------------------------------------------- | ------------- | --------------------------------------------------------------------- |
| 2015   | IFK Norrköping | Halmstads BK Åtvidabergs FF                  | GIF Sundsvall Hammarby IF                     | 240           | 21 mål: Emir Kujović, IFK Norrköping                                  |
| 2016   | Malmö FF       | Falkenbergs FF Gefle IF Helsingborgs IF      | Östersunds FK Jönköpings Södra                | 240           | 17 mål: John Owoeri, BK Häcken                                        |
| 2017   | Malmö FF       | AFC Eskilstuna Halmstads BK Jönköpings Södra | IK Sirius AFC Eskilstuna Halmstads BK         | 240           | 14 mål: Karl Holmberg, IFK Norrköping Magnus Eriksson, Djurgårdens IF |
| 2018   | AIK Fotboll    | Dalkurd FF Trelleborgs FF IF Brommapojkarna  | IF Brommapojkarna Dalkurd FF Trelleborgs FF   | 240           | 20 mål: Paulinho, BK Häcken                                           |
| 2019   | Djurgårdens IF | AFC Eskilstuna GIF Sundsvall                 | AFC Eskilstuna Helsingborgs IF Falkenbergs FF | 240           | 15 mål: Mohamed Buya Turay, Djurgårdens IF                            |
| 2020   | Malmö FF       | Helsingborgs IF Falkenbergs FF               | Mjällby AIF Varbergs BoIS                     | 240           | 18 mål: Christoffer Nyman, IFK Norrköping                             |
| 2021   | Malmö FF       | Halmstads BK Örebro SK Östersunds FK         | Halmstads BK Degerfors IF                     | 240           | 18 mål: Samuel Adegbenro, IFK Norrköping                              |
| 2022   | BK Häcken      | Helsingborgs IF GIF Sundsvall                | IFK Värnamo GIF Sundsvall Helsingborgs IF     | 240           | 22 mål: Alexander Jeremejeff, BK Häcken                               |
| 2023   | Malmö FF       | Degerfors IF Varbergs BoIS                   | IF Brommapojkarna Halmstads BK                | 240           | 16 mål: Isaac Kiese Thelin, Malmö FF                                  |
| 2024   | Malmö FF       | Kalmar FF Västerås SK                        | Västerås SK Gais                              | 240           | 17 mål: Nikola Vasic, IF Brommapojkarna                               |

## Tävlingens format
| Från      | Till      | Antal lag | Antal omgångar | Säsongens start | Säsongens slut | Playoffs              |
| --------- | --------- | --------- | -------------- | --------------- | -------------- | --------------------- |
| 1924/1925 | 1956/1957 | 12        | 22             | Hösten          | Våren          | ingen                 |
| 1957/1958 | 1957/1958 | 12        | 33             | Hösten          | Nästa höst     | ingen                 |
| 1959      | 1972      | 12        | 22             | Våren           | Hösten         | ingen                 |
| 1973      | 1981      | 14        | 26             | Våren           | Hösten         | ingen                 |
| 1982      | 1984      | 12        | 22             | Våren           | Hösten         | Slutspel med åtta lag |
| 1985      | 1990      | 12        | 22             | Våren           | Hösten         | Slutspel med fyra lag |
| 1991      | 1992      | 10        | 18             | Våren           | Sommar         | Mästerskapsserien     |
| 1993      | 2007      | 14        | 26             | Våren           | Hösten         | ingen                 |
| 2008      | Nuvarande | 16        | 30             | Våren           | Hösten         | ingen                 |

## Sändningsrättigheter
Allsvenskan hade TV-premiär den 6 maj 1955 då AIK och IFK Norrköping möttes. Matchen var dock endast en provsändning och sändes bara till Tekniska högskolan där experter från radiotjänst, Svenska Fotbollförbundet samt några inbjudna journalister hade samlats.
Nästa allsvenska match som TV-sändes spelades mellan AIK och Malmö FF den 7 oktober 1956. Sändningen mörklades dock i TV-tablåerna för att inte störa publiktillströmningen till matchen.
Canal+  skaffade sig rättigheter till TV-sändningar från allsvenskan från säsongen 1997, i början endast med "Veckans Match" men med start från säsongen 2004 sändes alla matcher. Från och med juni 2009 övertog TV4 ägandet av C More Entertainment AB som drev Canal+-kanalerna och hösten 2012 bytte Canal+ och dess kanaler namn till C More. Sändningarna fortsatte i samma format som tidigare.
C More och TV4 sände sedan allsvenskan över säsongen 2019  då rättigheterna löpte ut för både C More och TV4. Rättigheterna togs över av Discovery Networks som från säsongen 2020 började sända alla matcher i Allsvenskan (och Superettan) via sin streamingtjänst Discovery+ (tidigare DPlay). 2024 köptes Discovery upp av Warner Media och således flyttades sändningarna till den nya streamingtjänsten Max. Samtliga sändningar visas sedan augusti 2022 även på C More och TV4 Play. Från och med säsongen 2026 ägs rättigheterna av TV4/Telia.

## Allsvenskan (säsongen 2025)

### Klubbar
| Lag               | Län             | Ort        | Arena              | Underlag   | Kapacitet | Kapacitet | Placering 2023 | Första säsongen i allsvenskan | I allsvenskan sedan |
| ----------------- | --------------- | ---------- | ------------------ | ---------- | --------- | --------- | -------------- | ----------------------------- | ------------------- |
| AIK               | Stockholm       | Stockholm  | Strawberry Arena   | Gräs       | 50 000    | [ 103 ]   | 3              | 1924/1925                     | 2006                |
| BK Häcken         | Västra Götaland | Göteborg   | Bravida Arena      | Konstgräs  | 6 316     | [ 104 ]   | 8              | 1983                          | 2009                |
| Degerfors IF      | Örebro          | Degerfors  | Stora Valla        | Gräs       | 6 000     | [ 105 ]   | 1 SE           | 1938/1939                     | 2025                |
| Djurgårdens IF    | Stockholm       | Stockholm  | 3Arena             | Konstgräs  | 30 000    | [ 106 ]   | 4              | 1927/1928                     | 2001                |
| Gais              | Västra Götaland | Göteborg   | Gamla Ullevi       | Hybridgräs | 18 454    | [ 107 ]   | 6              | 1924/1925                     | 2024                |
| Halmstads BK      | Halland         | Halmstad   | Örjans vall        | Gräs       | 10 873    | [ 108 ]   | 12             | 1933/1934                     | 2023                |
| Hammarby IF       | Stockholm       | Stockholm  | 3Arena             | Konstgräs  | 30 000    | [ 106 ]   | 2              | 1924/1925                     | 2015                |
| IF Brommapojkarna | Stockholm       | Stockholm  | Grimsta IP         | Konstgräs  | 6 820     | [ 109 ]   | 10             | 2007                          | 2023                |
| IF Elfsborg       | Västra Götaland | Borås      | Borås Arena        | Konstgräs  | 16 200    | [ 110 ]   | 7              | 1926/1927                     | 1997                |
| IFK Göteborg      | Västra Götaland | Göteborg   | Gamla Ullevi       | Hybridgräs | 18 454    | [ 111 ]   | 13             | 1924/1925                     | 1977                |
| IFK Norrköping    | Östergötland    | Norrköping | Platinumcars Arena | Konstgräs  | 16 000    | [ 112 ]   | 11             | 1924/1925                     | 2011                |
| IFK Värnamo       | Jönköping       | Värnamo    | Finnvedsvallen     | Gräs       | 5 000     | [ 113 ]   | 14             | 2022                          | 2022                |
| IK Sirius         | Uppsala         | Uppsala    | Studenternas IP    | Konstgräs  | 10 522    | [ 114 ]   | 9              | 1969                          | 2017                |
| Malmö FF          | Skåne           | Malmö      | Eleda Stadion      | Hybridgräs | 22 500    | [ 115 ]   | 1              | 1931/1932                     | 2001                |
| Mjällby AIF       | Blekinge        | Hällevik   | Strandvallen       | Gräs       | 7 500     | [ 116 ]   | 5              | 1980                          | 2020                |
| Östers IF         | Kronoberg       | Växjö      | Visma Arena        | Gräs       | 12 000    | [ 117 ]   | 2 SE           | 1968                          | 2025                |

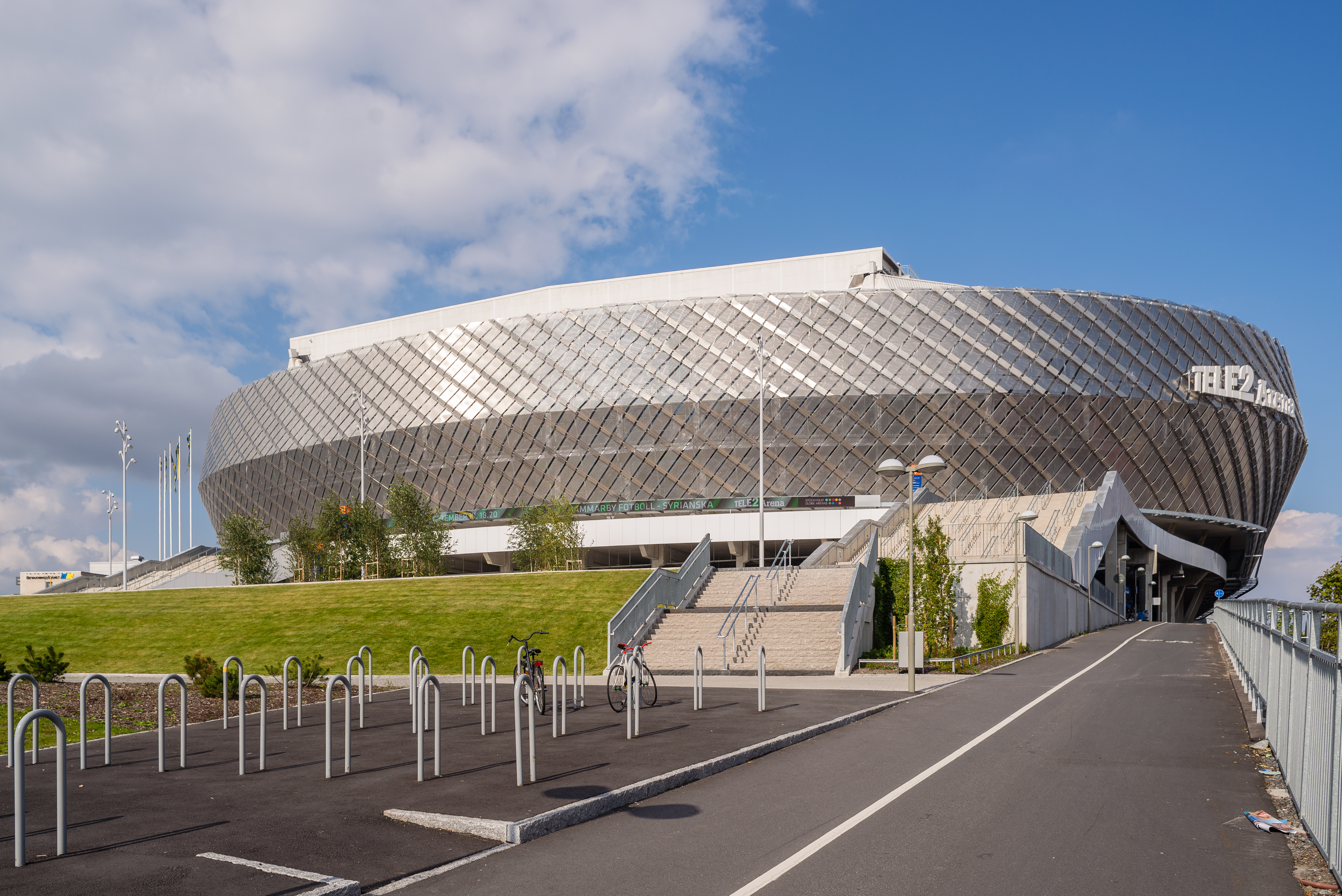
3Arena i Stockholm
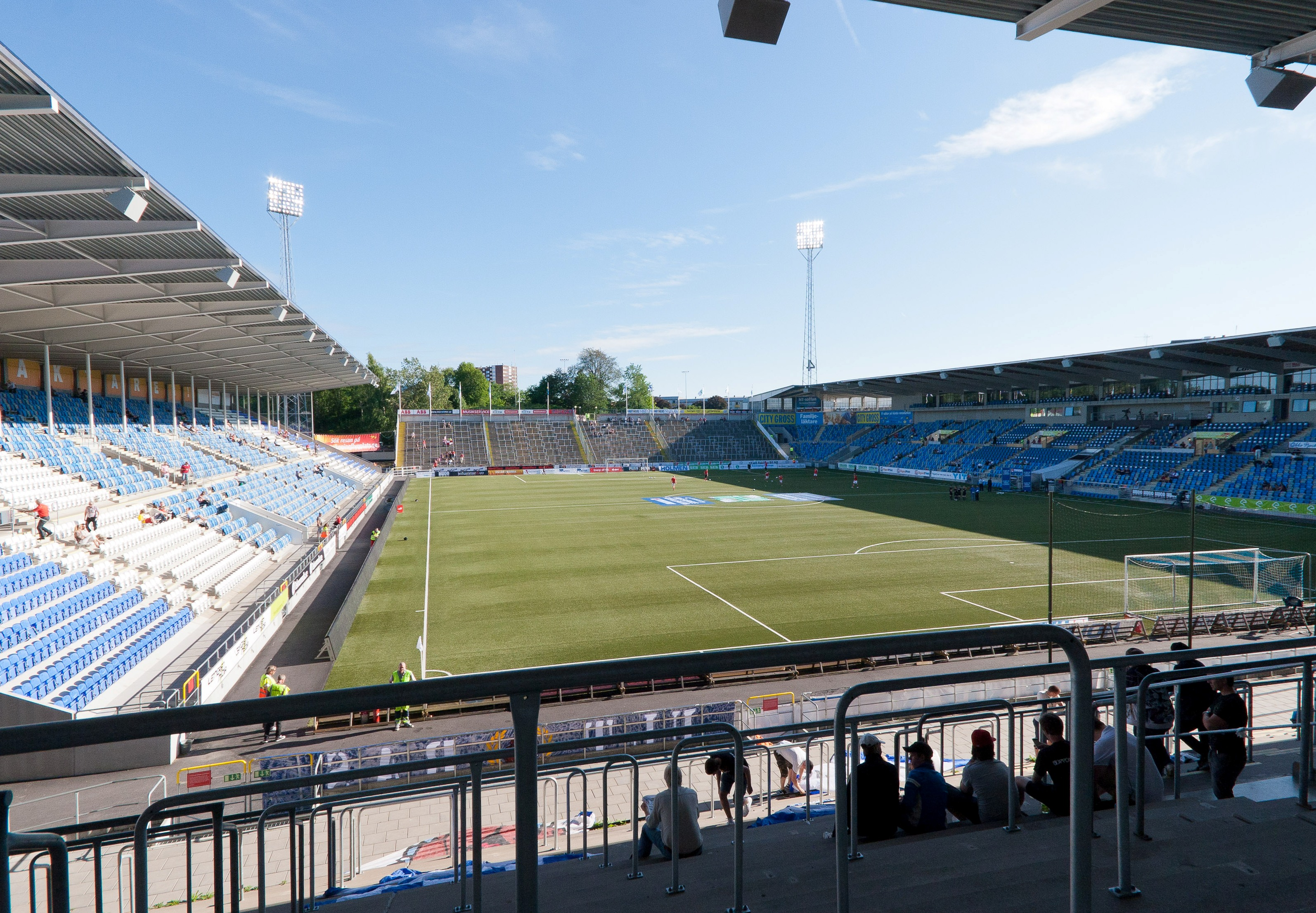
Platinumcars Arena i Norrköping
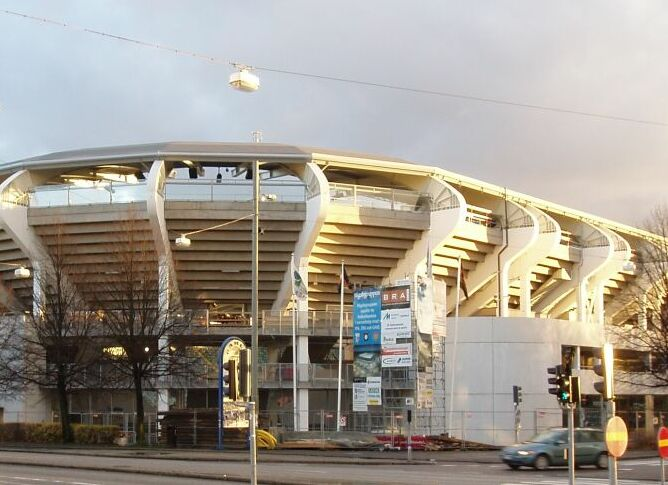
Gamla Ullevi i Göteborg

## Nuvarande spelformat
Allsvenskan utgörs sedan 1993 återigen av en rak serie, sedan 2008 med 16 lag som möts i dubbelmöten, en gång på hemmaplan och en gång på bortaplan. Vid seger får laget tre poäng, oavgjort ger en poäng medan förlust inte ger någon poäng. Placeringen i serien bestäms i första hand av antalet poäng, därefter av målskillnad och slutligen av flest gjorda mål. De tre topplacerade lagen får en chans till europaspel. De två sist placerade lagen flyttas ned till Superettan och ersätts av de två först placerade lagen i den serien. Det tredje sist placerade laget får kvalspela mot trean i Superettan i dubbelmöte på hemma- och bortaplan.

### Medaljfördelning
Från 1925 till 1930 tilldelades seriesegraren titeln seriemästare[källa behövs]  och blev inte svenska mästare, då allsvenskan saknade SM-status. Mellan 1931 och 1981 och från 1993 vinner det lag som är först placerat när allsvenskan är färdigspelad guld och Lennart Johanssons pokal (före 2001 von Rosens pokal) samt blir svenska mästare i fotboll. Tvåan vinner stora silvret, trean lilla silvret och fyran brons. Mellan 1982 och 1990 användes ett slutspel och åren 1991–1992 användes en "mästerskapsserie" för att utse svenska mästarna i fotboll. När titeln tilldelades genom ett SM-Slutspel, tillföll guldmedaljen de som vann SM-Guldet i slutspelet och de som vann grundserien fick Stora Silvret. Övriga medaljer fördelades via tabellpositioner i grundserien och en ny valör tillkom, det lilla bronset. De år när även seriesegraren vann SM-Guld så utgick det stora silvret och ingen tilldelades den valören, samma logik användes på de övriga valörerna. Utdelningen av fyra medaljvalörer är belagt sedan säsongen 1924/25 och även namnformerna stort och litet brons har använts. Enligt en teori delas det ut fyra valörer eftersom svenska mästerskapet i fotboll som spelades mellan 1896 och 1924 avgjordes med cupspel utan match om tredje pris. Förlorarna i semifinalen kom därmed på delad tredje plats. De som förlorat semifinalen mot finalvinnarna utnämndes då till vinnare av stora bronset medan laget som förlorat mot silvermedaljörerna utnämndes till vinnare av det lilla bronset.

### Kval
Uefa bekräftade att fortsättningsvis i och med säsong 2018/2019 kvalificerar sig allsvenskans segrare till att spela på europanivå genom att tilldelas en plats i kvalomgång 1 till Champions League. Lag 2 och 3 i allsvenskan (stora respektive lilla silver) får även de en möjlighet till Europaspel genom att tilldelas varsin plats i kvalomgång 1 till Europa Conference League.
Lag 14 i allsvenskan kvalar mot lag 3 i Superettan om en plats i allsvenskan. Laget från Superettan är hemmalag i första matchen. Om poäng och målskillnad är lika efter andra matchen, räknas mål gjorda på bortaplan dubbelt. Om fortfarande lika tillgrips förlängning med 2x15 minuter. Mål på bortaplan i förlängningen räknas inte dubbelt. Vid lika efter förlängning avgörs matchen med straffsparkstävling enligt SvFF:s regelbok.

## Transfer
Sverige införde den 15 november 2004 internationella transferregler vilket innebär att spelare endast får lov att byta klubb i två så kallade transferfönster. Perioderna har varierat men det stora fönstret har traditionellt varit på vintern.

### Dyraste spelarövergångarna från allsvenskan
Nedan följer de dyraste spelarövergångarna från allsvenskan till utlandet. Uppskattade cirkasummor för transfer.
|    | Spelare            | Transfersumma  | Från           | Till                | År   |
| -- | ------------------ | -------------- | -------------- | ------------------- | ---- |
| 1  | Bazoumana Touré    | 160 000 000 kr | Hammarby IF    | 1899 Hoffenheim     | 2025 |
| 2  | Hugo Larsson       | 132 000 000 kr | Malmö FF       | Eintracht Frankfurt | 2023 |
| 3  | Sebastian Nanasi   | 125 000 000 kr | Malmö FF       | Strasbourg          | 2024 |
| 4  | Lucas Bergvall     | 113 000 000 kr | Djurgårdens IF | Tottenham Hotspur   | 2024 |
| 5  | Momodou Sonko      | 90 500 000 kr  | BK Häcken      | Gent                | 2024 |
| 6  | Alexander Isak     | 85 000 000 kr  | AIK            | Borussia Dortmund   | 2017 |
| 7  | Zlatan Ibrahimović | 82 500 000 kr  | Malmö FF       | Ajax                | 2001 |
| 8  | Nathaniel Adjei    | 65 000 000 kr  | Hammarby IF    | Lorient             | 2024 |
| 9  | Williot Swedberg   | 60 000 000 kr  | Hammarby IF    | Celta Vigo          | 2022 |
| 10 | Deniz Gül          | 60 000 000 kr  | Hammarby IF    | Porto               | 2024 |

## Statistik

### Medaljtabell
Medaljer i allsvenskan har delats ut efter varje säsong baserat på placering i serien eller efter påföljande slutspel eller mästerskapsserie. Guld till vinnaren av serien, stora silver till tvåan, lilla silver till trean respektive brons till fyran har varit det vanligaste fördelningsupplägget. 
Mellan 1982 och 1992 avgjordes Allsvenskan inte i grundserien utan i SM-slutspel (1982-1990) och Mästerskapsserie (1991-1992). 
När SM-titeln tilldelades genom ett SM-slutspel tillföll även den allsvenska guldmedaljen de som vann slutspelet, laget som vann grundserien fick Stora Silvret. Övriga medaljer fördelades via tabellpositioner i grundserien och en ny valör tillkom, det lilla bronset. Stora silvret gick till serievinnaren, lilla silvret till tvåan i serien, stora bronset till trean och lilla bronset till fyran i serien. De år när seriesegraren även vann slutspelet så utgick det stora silvret och ingen tilldelades den valören, samma logik användes på de övriga valörerna När Allsvenskan avgjordes genom mästerskapsserien tilldelades medaljerna enligt slutposition i Mästerskapsserien, och inte genom grundserien. 
Poäng är baserade på det räknesätt som Karl "Allison" Liljequist använde i boken "Fotbollskavalkad 1850-1950".. Boken gavs ut innan litet brons introducerats och därför finns inga poäng för litet brons i sammanställningen. 
Tabellen är uppdaterad till och med säsongen 2024.